# Andrea Previtali
Andrea Previtali (ur. ok. 1480 w Berbenno, zm. 1528 w Bergamo) – włoski malarz okresu renesansu tworzący głównie w Bergamo.
Był uczniem Giovanniego Belliniego. Początkowo malował portrety i pejzaże, z wyraźnym wpływem Carpaccio, Giorgione i Palmy il Vecchia. Od 1511 roku przebywał na stałe w Bergamo, gdzie rozpoczął malować pod wpływem Lorenza Lotta. Namalował m.in. obrazy Jan Chrzciciel wraz z innymi świętymi (1515) dla kościoła Santo Spirito, Święty Benedykt i inni święci dla Katedry w Begamo oraz Zdjęcie z krzyża dla kościoła Świętego Andrzeja. Inne jego prace znajdują się w Accademii Carrara.

## Obrazy
- Madonna z Dzieciątkiem i darczyńcami – (1502) Muzeum w Padwie
- Zaślubienie Katarzyny – Wenecja;
- Zwiastowanie – Sanktuarium Santa Maria di Meschio;
- Sacra Conversazione – Accademia Carrara, Bergamo;
- Święty Benedykt w fotelu i ze świętymi – Duomo;
- Koronacja Marii – Accademia Brera, Mediolan;
- Madonna z Dzieciątkiem adorowana przez dwóch aniołów – National Gallery w Londynie
- Madonna z Dzieciątkiem, Św. Janem Chrzcicielem i św. Katarzyną – National Gallery w Londynie;
- Madonna z Dzieciątkiem i św Katarzyny i brata kliencka – National Gallery w Londynie;
- Madonna z Dzieciątkiem i gałązka oliwną – National Gallery w Londynie;
- Salvator mundi – National Gallery w Londynie;
- Błogosławieństwo Chrystusa – National Gallery w Londynie;
- Portret mężczyzny – Museo Poldi Pezzoli, Mediolan;
- Odpoczynek w drodze do Egiptu – Faringdon Collection w Buscot Park, Oxfordshire;
- Zatopienie wojsk faraona w Morzu Czerwonym – Gallerie dell’Accademia, Wenecja.